# Xanthomelanodes gracilentus
Xanthomelanodes gracilentus är en tvåvingeart som först beskrevs av Wulp 1892.  Xanthomelanodes gracilentus ingår i släktet Xanthomelanodes och familjen parasitflugor. Inga underarter finns listade i Catalogue of Life.